# Ottó Hátszeghy
Ottó Hátszeghy (26 de mayo de 1902-21 de julio de 1977) fue un deportista húngaro que compitió en esgrima, especialista en la modalidad de florete. Ganó tres medallas en el Campeonato Mundial de Esgrima entre los años 1929 y 1933.

## Palmarés internacional
| Campeonato Mundial | Campeonato Mundial | Campeonato Mundial | Campeonato Mundial  |
| Año                | Lugar              | Medalla            | Prueba              |
| ------------------ | ------------------ | ------------------ | ------------------- |
| 1929               | Nápoles (Italia)   | Medalla de bronce  | Florete por equipos |
| 1931               | Viena (Austria)    | Medalla de plata   | Florete por equipos |
| 1933               | Budapest (Hungría) | Medalla de bronce  | Florete por equipos |